# Berti Vogts
Hans Hubert "Berti" Vogts  (Büttgen, 30 de dezembro de 1946) é um ex-futebolista e treinador de futebol alemão. Ele foi campeão mundial em 1974, e tem em seu currículo cinco Copas do Mundo (1970, 1974 e 1978, como jogador, 1994 e 1998, como técnico). Ele treinou a Alemanha também na Eurocopa 1996, torneio vencido pelos germânicos.

## Carreira como Jogador
Vogts juntou-se ao VfR Büttgen em 1954, aos sete anos de idade, permanecendo com eles até sua transferência de 1965 para o Borussia Mönchengladbach. Ele era um lateral e sua tenacidade lhe valeu o apelido de "Der Terrier".
Ele foi uma das figuras-chave durante os anos dourados do Borussia nos anos 1970, quando venceu a Bundesliga cinco vezes, a Copa da Alemanha uma vez e a Copa da UEFA duas vezes.
Vogts fez 419 partidas na Bundesliga marcando 32 vezes e também compareceu 64 vezes ao clube nas competições européias, marcando 8 gols. Vogts permaneceu no Mönchengladbach até se aposentar em 1979.

## Seleção

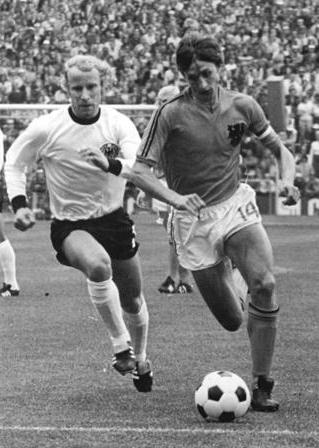
Berti Vogts (à esquerda) marcando Johan Cruyff na final da Copa do Mundo da FIFA de 1974

Vogts jogou nove partidas nas divisões de base da Seleção Alemã e fez 96 jogos na seleção principal, tornando-se um dos jogadores com mais partidas. Ele foi capitão durante 20 jogos, marcou um gol e também foi membro da seleção alemã que venceu a Copa do Mundo de 1974.
Apelidado de “Der Terrier” por sempre lutar por todas as bolas como se fosse a última, Vogts era um grande ídolo de sua torcida. Vogts marcou Johan Cruyff na final da Copa do Mundo de 1974, em Munique.
Durante a partida entre Alemanha Ocidental e Áustria, em 21 de junho de 1978, na segunda rodada da Copa do Mundo de 1978, ele marcou um gol contra, permitindo que a Áustria derrotasse a Alemanha Ocidental pela primeira vez em 47 anos. Na Áustria, este jogo é conhecido como o Milagre de Córdoba.

## Carreira como Treinador

### Alemanha Ocidental e Alemanha
Depois que sua carreira de jogador terminou, Vogts tornou-se o técnico da seleção sub-21 da Alemanha Ocidental e continuou nesse cargo até 1990. A partir de 1986, ele se tornou auxiliar técnico do time principal. 

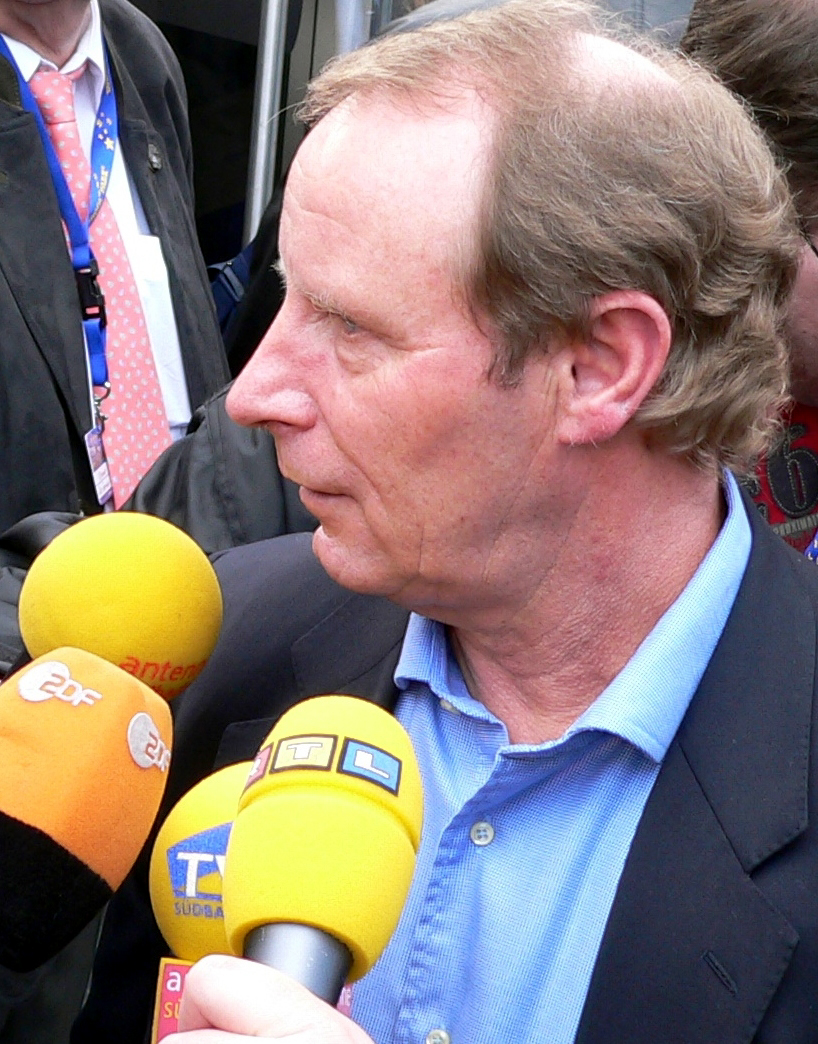
Berti Vogts em 2006

Em 1990, ele foi promovido a treinador da Alemanha, sucedendo Franz Beckenbauer. Após a final da Copa do Mundo de 1990, Beckenbauer disse que a Alemanha reunificada "provavelmente será imbatível por anos", uma declaração que acabou sendo um fardo para Vogts durante os próximos anos.
Embora Vogts tenha liderado a seleção alemã até um vice-campeão da Eurocopa de 1992 e uma vitória na Eurocopa de 1996, duas derrotas nas quartas-de-final da Copa do Mundo em 1994 e 1998 também estão em seu currículo. Ele deixou o cargo de treinador em setembro de 1998.

### Bayer Leverkusen
Em novembro de 2000, depois de algum tempo fora do futebol, ele foi nomeado como treinador do Bayer Leverkusen. No mês de maio seguinte, apesar de ter ganho a qualificação do Bayer Leverkusen para a Liga dos Campeões, ele foi demitido.

### Kuwait
Em agosto de 2001, três meses depois, ele se tornou treinador da Seleção do Kuwait.

### Escócia
Em janeiro de 2002, após seis meses com o Kuwait, Vogts renunciou para assumir o cargo de treinador da Seleção Escocesa. Nas eliminatórias para a Eurocopa de 2004, Vogts levou a Escócia para os playoffs depois de ter terminando em segundo lugar em seu grupo. Nos playoffs, a Escócia enfrentou a Holanda e ganhou o primeiro jogo por 1-0 em Hampden Park, mas a Holanda bateu a Escócia por 6-0 na partida de volta.
A imprensa escocesa tornou-se notavelmente mais hostil em relação a Vogts, após uma série de derrotas em amistosos. Um empate em outubro de 2004 contra a Moldávia basicamente acabou com as esperanças da Escócia em se classificar para a Copa do Mundo de 2006 e Vogts renunciou ao cargo no mês seguinte.

### Nigéria
Em janeiro de 2007, Vogts foi nomeado como treinador da Nigéria e assinou um contrato de quatro anos. A Nigéria foi eliminada nas quartos-de-final da Copa das Nações Africanas de 2008, que foi sua pior performance na competição desde 1982. Vogts renunciou ao cargo em fevereiro de 2008.

### Azerbaijão
Em abril de 2008, ele foi nomeado como treinador do Azerbaijão, com contrato de dois anos. Em dezembro de 2009, ele estendeu seu contrato com a AFFA até o final de 2012. Em março de 2014, Vogts foi indicado por Jürgen Klinsmann para ser o consultor técnico da Seleção Americana nas Copa do Mundo de 2014.
Em outubro de 2014, ele renunciou ao cargo de treinador do Azerbaijão, depois de uma derrota por 6-0 contra a Croácia. O Azerbaijão perdeu todos os seus três primeiros jogos no Grupo H de qualificação para o Euro 2016.

### Estados Unidos
Em março de 2015, Vogts foi nomeado pela equipe nacional dos Estados Unidos como consultor técnico. Após a demissão de Jürgen Klinsmann, o emprego de Vogts também terminou.

## Títulos
Jogador
Borussia Mönchengladbach
- Bundesliga: 1969–70, 1970–71, 1974–75, 1975–76, 1976–77
- Copa da Alemanha: 1972–73
- Copa da UEFA: 1974–75, 1978–79

Seleção Alemã
- Copa do Mundo de 1974
- Campeonato Europeu de Futebol de 1972

Individual
- Jogador do ano na Alemanha: 1971, 1979
- FIFA World Cup All-Star Team: 1974, 1978

### Treinador
Alemanha
- Campeonato Europeu de Futebol de 1996

Individual
- World Soccer Magazine World Manager of the Year: 1996